# 燕尾旗

一般的な燕尾旗の形状

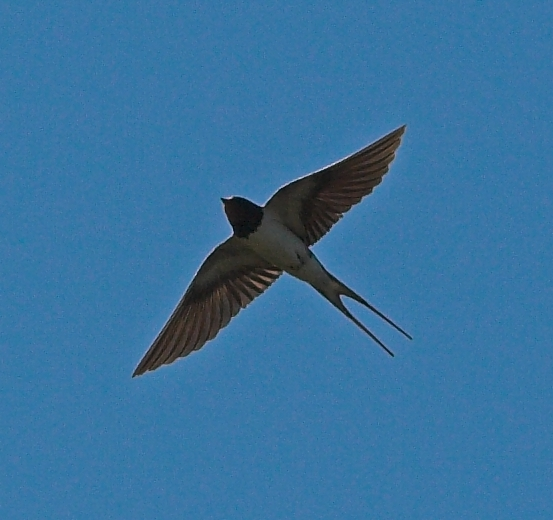
ツバメの尾の形状が名称の由来

燕尾旗（えんびき、英: Swallowtail）は、旗章学における三角形に切り取られた旗のこと。その形状がツバメの尾のように見えることから呼ばれる。
法令上では燕尾開裂とも呼ばれる。
燕尾旗にも様々な種類があるが、どれも日本語での訳語は定まっていない。

## 通常の燕尾旗
一般的な燕尾旗は長方形の旗を三角に切り取ったものである。

皇后旗
海上自衛隊の隊司令旗（甲）
日本商船管理局旗
ドイツ海軍の軍艦旗
中国少年先鋒隊の旗

## Double-pointed
燕尾旗の中でも旗を台形に切り取ったもの。

デンマーク海軍の軍艦旗
アイスランドの大統領旗

## Swallowtail with tongue
燕尾旗の中でも三番目の尾があるもの。

スウェーデン海軍の軍艦旗
ノルウェー海軍の軍艦旗
ノルウェー海軍の軍艦旗
エストニア海軍の軍艦旗

## Triangular swallowtail
燕尾旗の中でも三角形の旗を切り取ったもの。

オハイオ州の旗
デトロイトヨットクラブのバージー
「group」のNATO信号旗